# 浅香山部屋

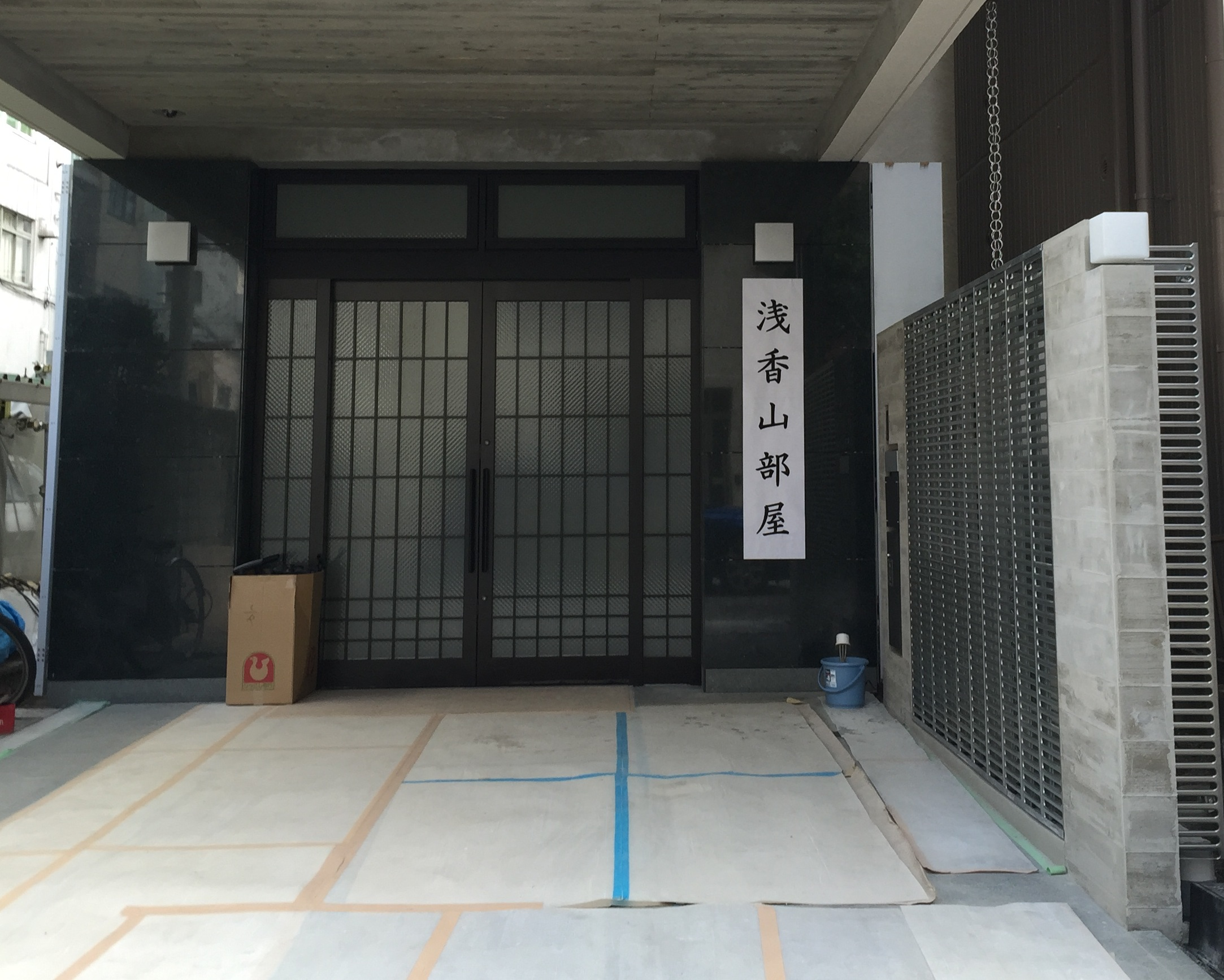
2015年撮影（部屋の看板が未設置）

浅香山部屋（あさかやまべや）は、伊勢ヶ濱一門に所属する相撲部屋。

## 歴史
2011年7月場所限りで現役を引退し、以降は友綱部屋の部屋付き親方となっていた年寄・15代浅香山（元大関・魁皇）が、2014年2月1日付で内弟子2人を連れて友綱部屋から分家独立して浅香山部屋を創設した。これにより浅香山部屋の名称は81年ぶりに復活したことになる。2016年1月場所に魁渡頌胆が部屋初となる序二段優勝を果たす。
2019年9月場所では魁勝旦祈が部屋初となる関取昇進を果たした（2006年9月28日に年寄が部屋を新設できる条件を定めた規定が設けられてから新設された部屋からの初の関取昇進でもある）。

## 所在地
- 東京都墨田区緑4-21-1
- 総武本線錦糸町駅徒歩12分[2]

## 師匠
- 15代：浅香山博之（あさかやま ひろゆき、大関・魁皇、福岡）

## 部屋付き親方
- 友綱一郎（ともづな いちろう、関脇・魁聖、ブラジル）※大島部屋から移籍

## 力士

### 現役の関取経験力士
- 魁勝旦祈（十2・愛知）15代弟子

## 旧・浅香山部屋
初代浅香山市郎右エ門から4代浅香山（元幕内・八嶌山）の時代にわたって浅香山部屋が存在していたものの、いずれの代にも関取を出せず、1927年（昭和2年）5月に4代浅香山が死去したために浅香山部屋は閉鎖された。
その後、1928年10月場所限りで引退して井筒部屋の部屋付き親方となっていた5代浅香山（元横綱・西ノ海）が、1929年5月に井筒部屋から分家独立して浅香山部屋を再興したが、1933年7月に5代浅香山が死去したために再び浅香山部屋は閉鎖され、所属力士は井筒部屋へ移籍した。その中には後の幕内・源氏山や佐渡ヶ嶌らがいた。

## ギャラリー

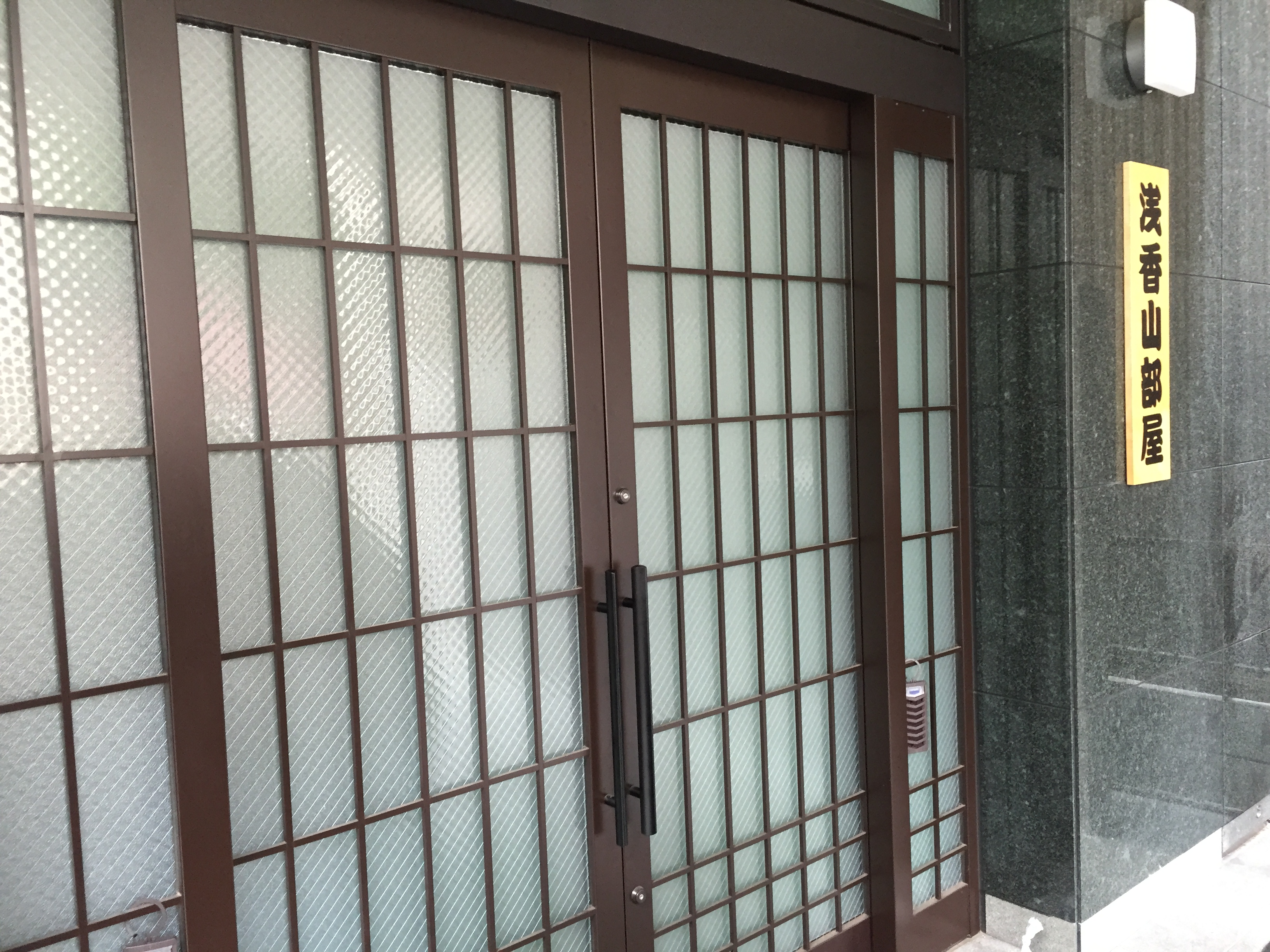
看板設置後の玄関
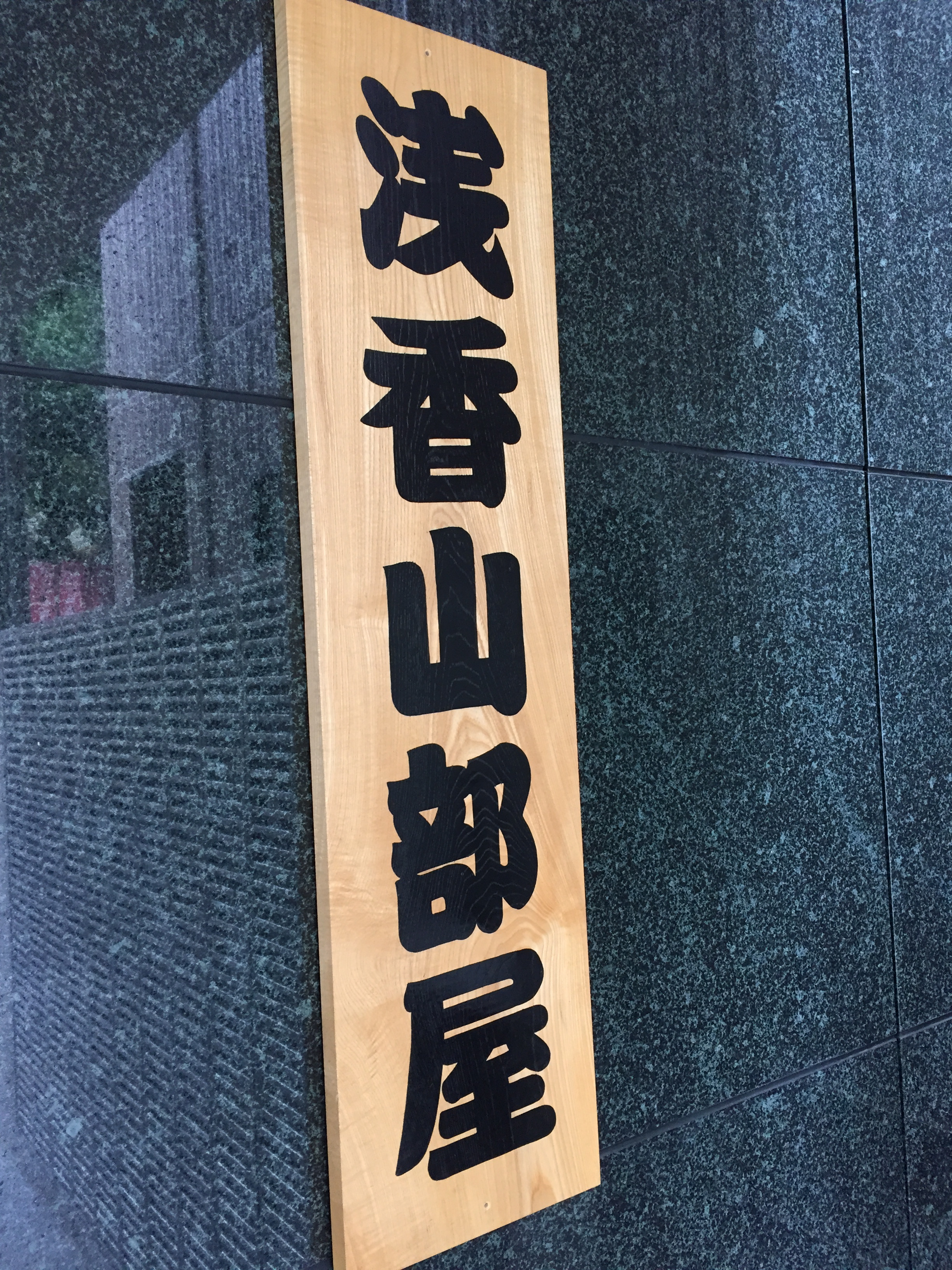
看板
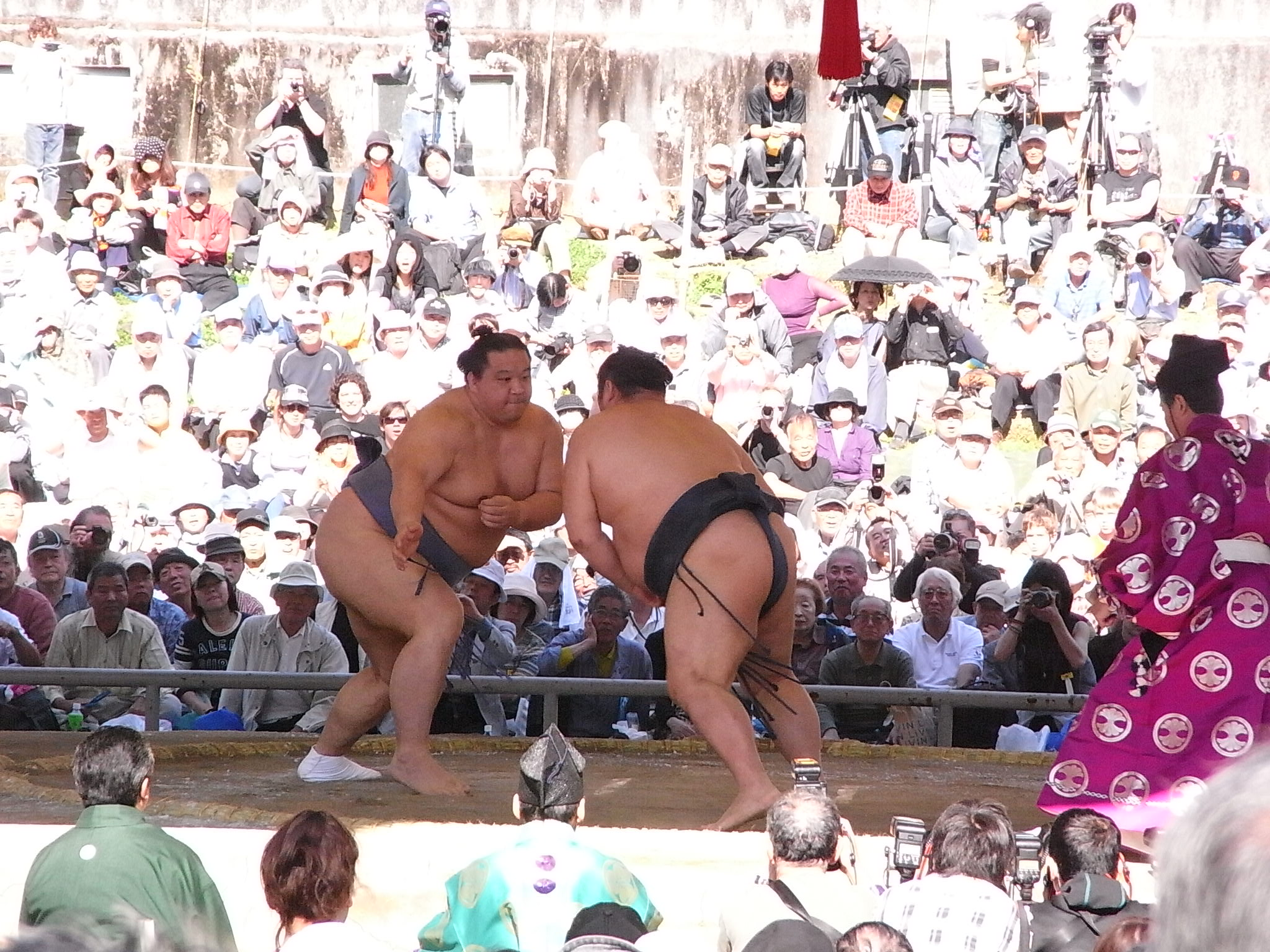
靖国神社奉納大相撲での魁皇関（2009年4月10日撮影）